# Menjamel de Makira
El menjamel de Makira (Meliarchus sclateri) és un ocell de la família dels melifàgids (Meliphagidae) i única espècie del gènere Meliarchus Salvadori, 1880.

## Hàbitat i distribució
Habita boscos de les terres baixes i muntanyes de l'illa de Makira a les Salomó centrals.